# Chudaczewo
Chudaczewo (deutsch Alt Kuddezow) ist ein Dorf in der polnischen Woiwodschaft Westpommern. Es gehört zur Gmina Postomino (Gemeinde Pustamin) im Powiat Sławieński (Schlawer Kreis).

## Geographische Lage
Das Kirchdorf liegt in Hinterpommern, etwa 16 Kilometer nordöstlich von Darłowo (Rügenwalde) an der Ostsee, bis zur Kreisstadt Sławno  (Schlawe) sind es 12 Kilometer.
Nachbargemeinden sind: im Westen Masłowice (Masselwitz), im Norden Korlino (Körlin) und Królewo (Krolow), im Osten Pieńkowo (Pennekow) und im Süden Chudaczewko (Neu Kuddezow) an der Wipper (poln. Wieprza).

## Geschichte
Früher war der Ortsname „Kuddezow“ in Gebrauch. Die Beifügung „Alt“ erfolgte erst nach der Anlage von Neu Kuddezow im Jahre 1753. Alt Kuddezow ist eine sehr alte Siedlung und war ursprünglich als Angerdorf in Nord-Süd-Richtung rund um Kirche, Schule und einem Dorfteich angelegt. Diese Anlage wurde durch den Chausseebau so geteilt, dass ein Drittel des Dorfes südlich zu liegen kam.
Im Jahre 1342 wird Kuddezow als Dorf im Besitz von Hans Smorre dem Jüngeren urkundlich genannt. Die Smorre gehören zu den fünf Kösliner Gründerfamilien, die 1312 Rügenwalde zum zweiten Male gründeten. Nach dem Erlöschen der Familie Smorre fällt Kuddezow als Lehen an das Amt Rügenwalde.
Im Jahre 1784 hat Alt Kuddezow: 1 Prediger, 1 Küster, 1 Freischulzen, 11 Bauern, 3 Landkossäten, 5 Straßenkossäten, 4 Büdner, 1 Predigerwitwenhaus und 1 Hirtenkaten.
Im Jahre 1818 waren in Alt Kuddezow 234 Einwohner registriert. Ihre Zahl stieg bis 1871 auf 390 und betrug 1939 noch 340.
Anfang der 1930er Jahre hatte die Landgemeinde Alt Kuddezow eine Flächengröße von 7,4 km². Innerhalb der Gemeindegrenzen standen zusammen 52 bewohnte Wohnhäuser an zwei verschiedenen Wohnstätten:
1. Alt Kuddezow
2. Rennberg

Bis 1945 gehörte das Dorf mit seiner Ortschaft Rönneberg zum Amtsbezirk Pennekow im Landkreis Schlawe i. Pom. im Regierungsbezirk Köslin der preußischen Provinz Pommern des Deutschen Reichs. Zuständiges Standesamt war ebenfalls Pennekow, während das Amtsgericht in Rügenwalde war.
Am 8. März 1945 besetzte die Rote Armee den Ort und richteten im Schulhaus eine sowjetische Kommandantur ein. Anschließend wurde Alt Kuddezow von der Sowjetunion der Volksrepublik Polen zur Verwaltung überlassen. Im Juli 1945 kamen erste Polen in das Dorf, im Herbst erschien polnische Miliz und gab der deutschen Bevölkerung den Befehl zur Räumung des Ortes. 
Heute ist Alt Kuddezow unter der Bezeichnung Chudaczewo ein Ortsteil der Gmina Postomino im Powiat Sławieński der Woiwodschaft Westpommern. Hier leben nun 240 Einwohner.

## Kirche

### Pfarrkirche

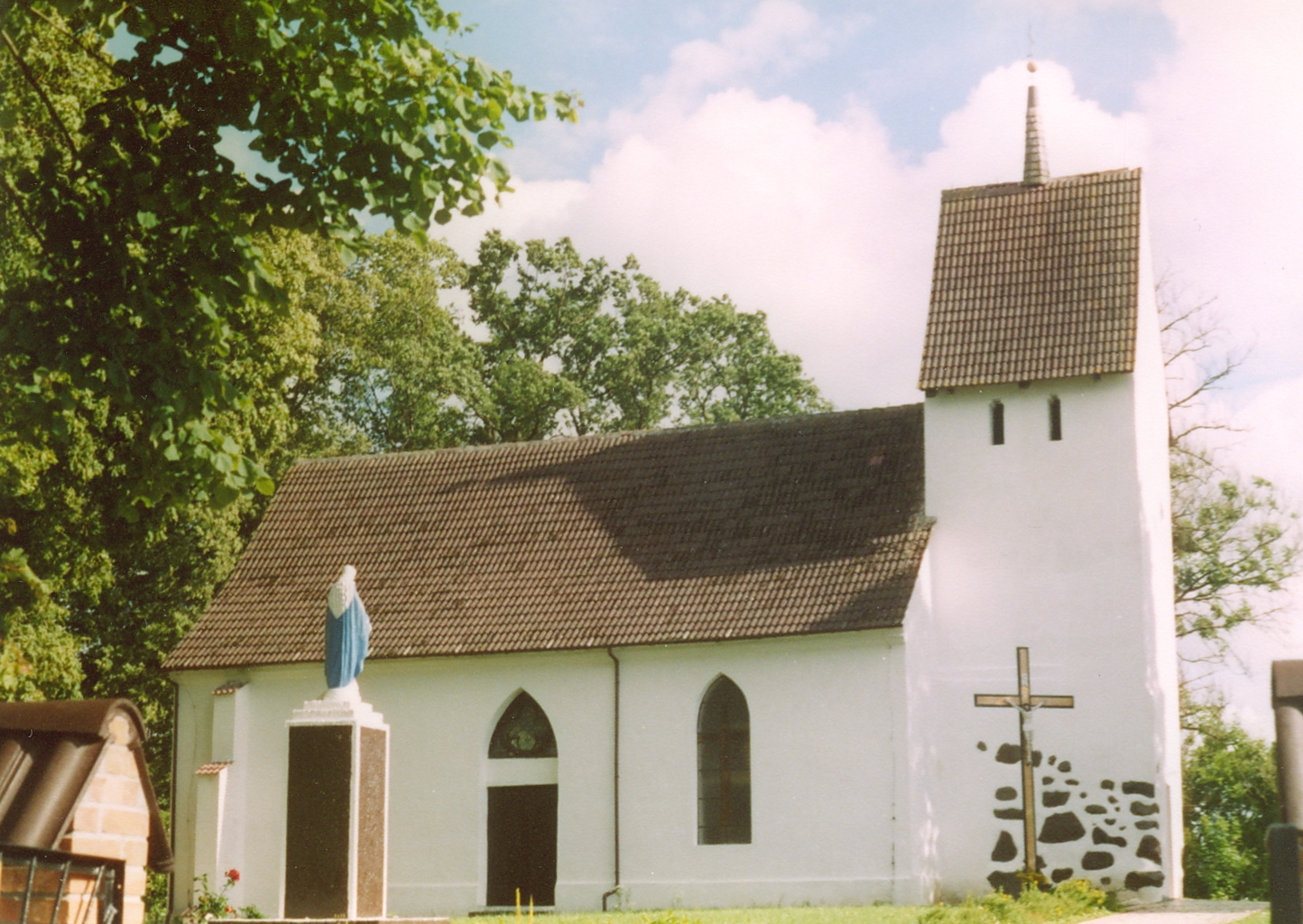
Dorfkirche, bis 1945 Gotteshaus der evangelischen Pfarrgemeinde Alt Kuddezow

Die Kirche in Alt Kuddezow steht im Südteil des Dorfes. Der Turm stammt wohl aus dem 16. Jahrhundert. Sein Mauerwerk besteht aus Feldsteinen und großformatigen Ziegeln. Der Turmkopf soll 1784 erneuert worden sein.
Das Kirchenschiff wurde 1804 an den Turm angesetzt.
Von der Ausstattung sind erwähnenswert: der Tauftisch, der eine Schnitzarbeit aus dem 17. Jahrhundert ist, außerdem das Taufbecken, eine Nürnberger Arbeit von 1684, zwei Zinnleuchter von 1642 und 1657, eine Holzfigur der Pietà, ein sechsarmiger Messingkronleuchter und ein silberner Abendmahlskelch aus dem 17. Jahrhundert.
Das vordem evangelische Gotteshaus wurde 1945 zugunsten der Katholischen Kirche in Polen zwangsenteignet. 

### Kirchspiel bis 1945
Vor 1945 lebten im Kirchspiel Alt Kuddezow fast ausnahmslos evangelische Kirchenglieder.
Alt Kuddezow war bis 1945 Pfarrort für das evangelische Kirchspiel Alt Kuddezow, zu dem auch die Orte Neu Kuddezow und Masselwitz  gehörten. Es gehörte zum Kirchenkreis Rügenwalde in der Kirchenprovinz Pommern der Kirche der Altpreußischen Union. 1940 zählte das Kirchspiel 720 Gemeindeglieder. Das Kirchenpatronat versahen staatliche Behörden. Der Bestand an Kirchenbüchern reichte bis 1656 zurück.

### Kirchspiel seit 1946
Von den seit 1945 und Vertreibung der Einheimischen hier lebenden katholischen Polen wurde die beschlagnahmte Dorfkirche am 28. April 1946 auf den Namen Wniebowzięcia Najswiętszej Maryi Panny ("Mariä Himmelfahrt") neu geweiht. Sie ist heute Filialkirche in der Pfarrei Stary Kraków (Alt Krakow) im Dekanat Darłowo (Rügenwalde) im Bistum Köslin-Kolberg der Römisch-katholischen Kirche in Polen. 
Die zahlenmäßig wenigen evangelischen Einwohner sind heute dem Pfarramt in Koszalin (Köslin) in der Diözese Pommern-Großpolen der Evangelisch-Augsburgischen Kirche in Polen zugeordnet.

### Pfarrer von der Reformation bis 1945
Von der Reformation bis zum Ende des Zweiten Weltkrieges waren im Kirchspiel Alt Kuddezow als Geistliche tätig:
1. Marcus Krause
2. Johann Pantel, 1568–1607
3. Joachim Völtzer, 1607–1613
4. Martin Hüsing, 1614–1638
5. Zacharias Seidendorf, 1638–1668
6. Petrus Schwarz, 1668–1712
7. Gottlieb Nathanael Rubach, 1712–1749
8. Paul Joahannes Buchholtz, 1750–1767
9. Johannes Ehrenreich Linck, 1768–1802
10. Johann Martin Jakob Hube, 1803–1842
11. Gottfried Reich, 1842–1882
12. Adolf Theodor Paul Schmidt, 1882–1886
13. Georg Gotthilf Ernst Haese, 1856–1907
14. Albert Treptow, 1908–1938
15. Wilhelm Beyer, 1940–1945

## Schule
Um 1890 war das Schulhaus der bis 1945 bestehenden zweiklassigen Volksschule in Alt Kuddezow errichtet worden. Ein Stallgebäude, Scheune, Waschküche, Garage und Lehrerwohnung gehörten zur "Ausstattung". Letzter deutscher Schulhalter war Lehrer Bruno Neubüser.

## Verkehr
Chudaczewo liegt an der Woiwodschaftsstraße 203, die Koszalin (Köslin) und Darłowo (Rügenwalde) mit Ustka (Stolpmünde) verbindet. 
Bis 1945 war Pustamin die nächste Bahnstation an der – dann demontierten – Reichsbahnstrecke Schlawe-Stolpmünde. Der nächste Bahnhof heute ist Sławno (Schlawe).